# تویوهارا چیکانوبو

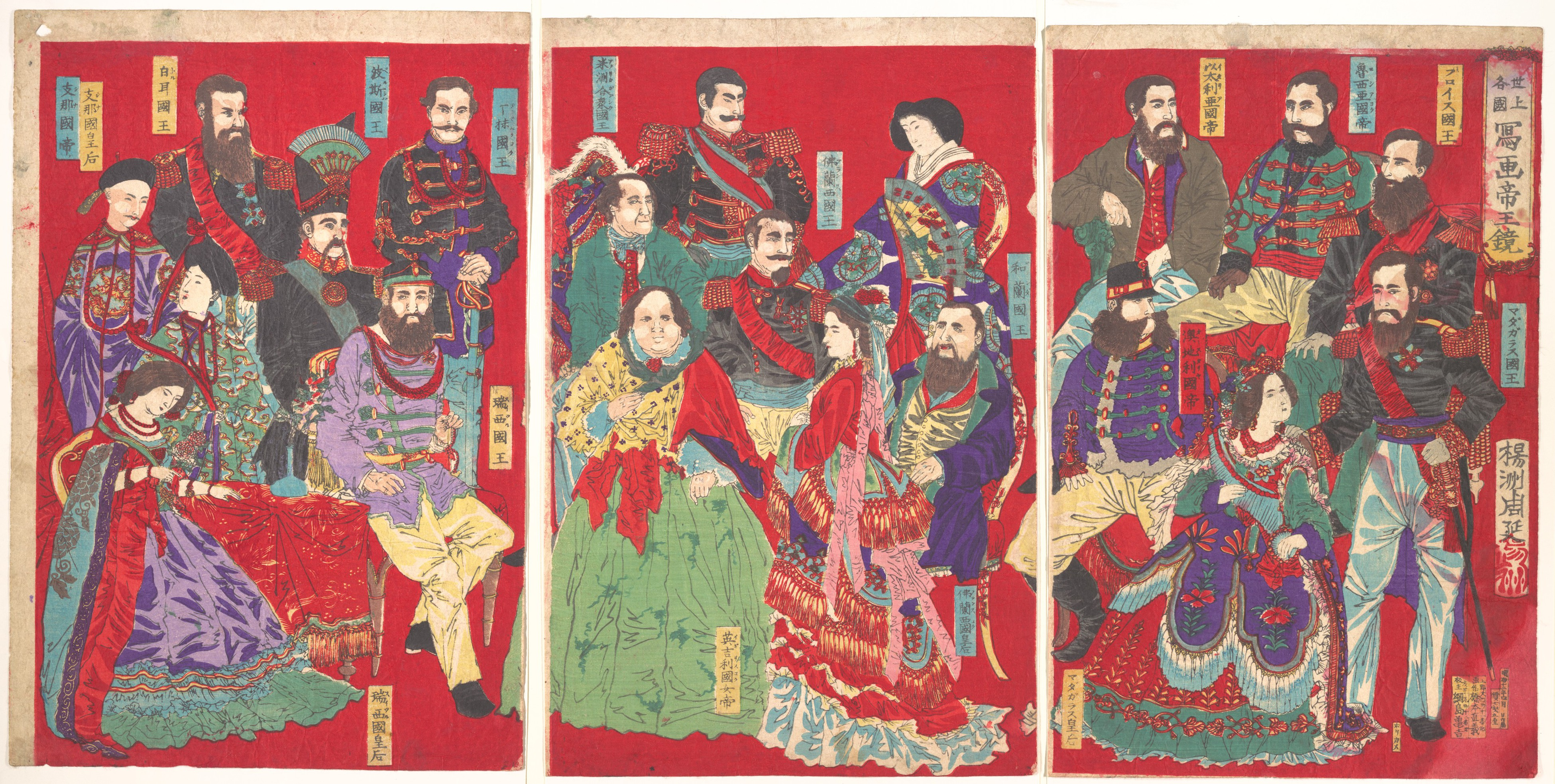
نگارهٔ «آینه تمثال همه شاهان جهان» که در آن، شاهان جهان کشیده‌شده‌اند. ناصرالدین شاه نیز در سمت چپ تصویر است.

تویوهارا چیکانوبو(toyohara chikanobo, 豊原周延)(۱۸۲۸–۱۹۱۲)، شناخته‌شده با تخلصش یُشو چیکانوبو(楊洲周延)، نقاش چوبیِ ماهرِ دورانِ میجی بود. او همچنین مدتی جزو نیروی نظامی بود.

## نام
چیکانوبو آثار هنری خود را با نام یُشی چیکانوبو(楊洲周延) امضا می‌کرد. این، تخلص او(作品名) بود. نام واقعی او هاشیموتو نااُیاشی بود که در ترحیم‌نامه‌اش نیز نوشته‌شد.
روی پرترهٔ امپراتور میجی از او که در موزه بریتانیا نگهداری می‌شود، نوشته شده‌است: «توسط یوشو چیکانوبو با درخواست ویژه کشیده شده‌است.» (مُتُمه نی اُجیته یُشو چیکانوبو هیتسو. 應需楊洲周延筆)
هیچ اثری با امضای «تویوهارا چیکانوبو» یا «هاشیموتو چیکانوبو» از او نیست.

## نگارخانه

### رزم‌صحنه‌ها
- جنگ بوشین(۱۸۶۸-۱۸۶۹):
- جنگ سینان(۱۸۷۷):

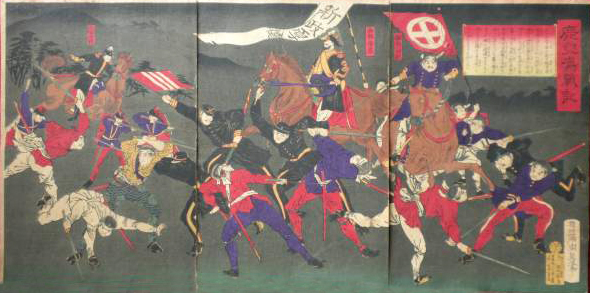
صحنه‌ای از نبرد کاگوشیما
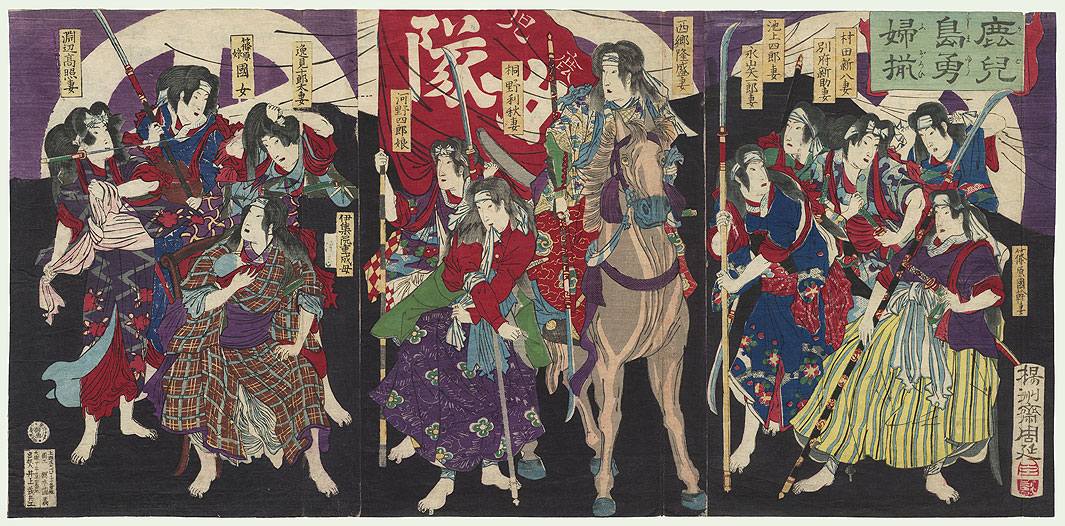
مجموعه‌ای از قهرمانان کاگوشیما
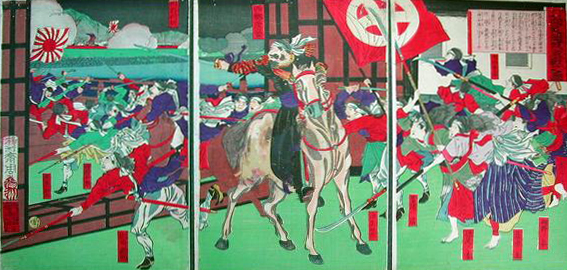
نبرد در نوبه‌اُکا

- شورش ایمو(۱۸۸۲):

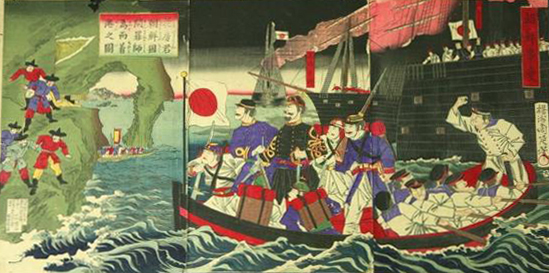
صحنه‌ای از نبرد ساحلی
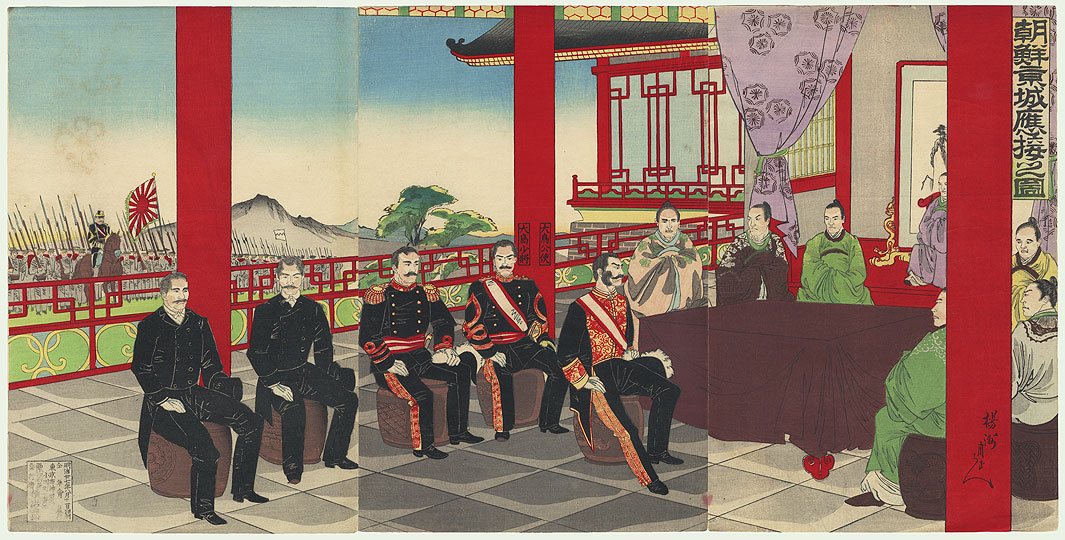
صحنه‌ای از برنامه‌ریزی ژاپنی‌ها علیه کُره
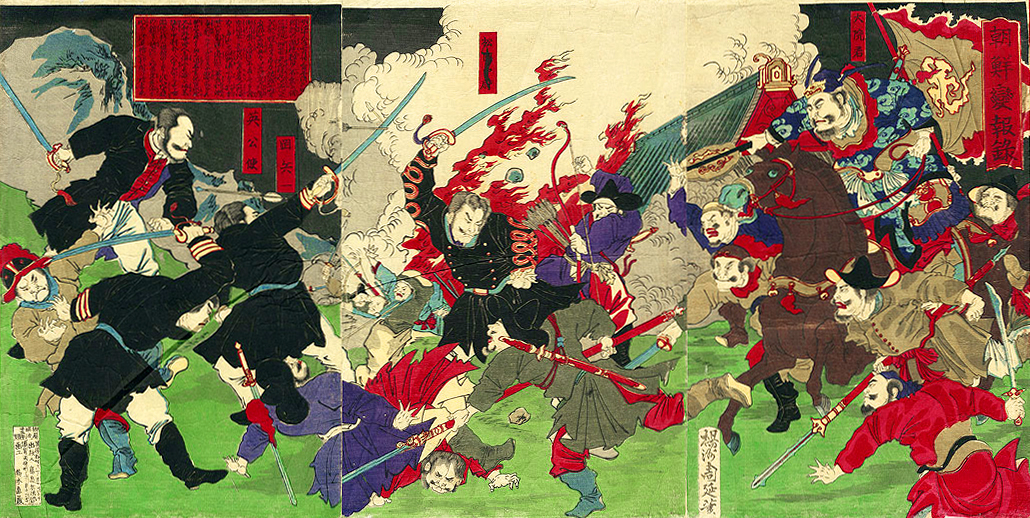
صحنه‌ای از نبرد ایمو

- جنگ‌های چین و ژاپن:

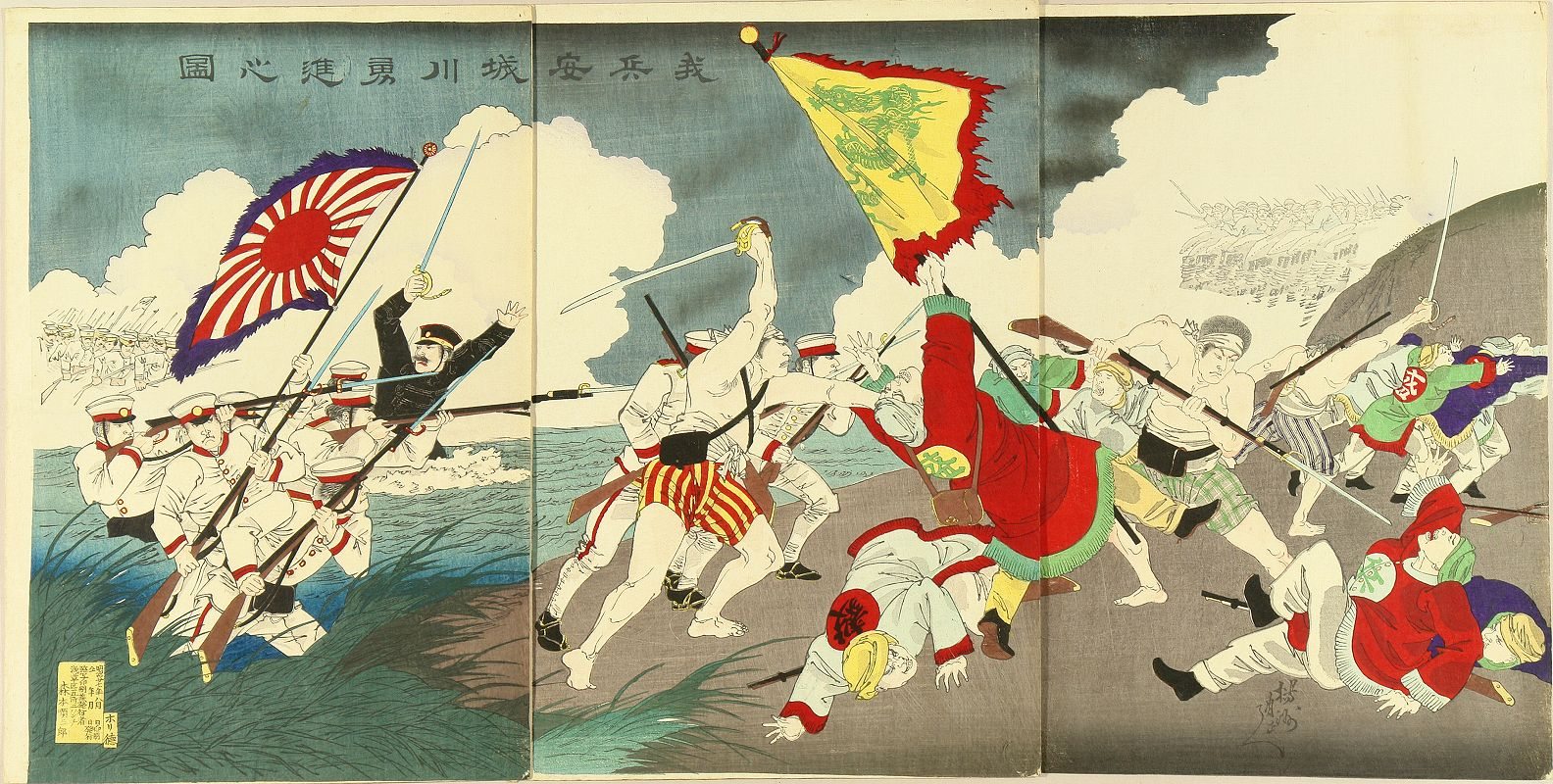
نگاره‌ای از جنگ نخست چین و ژاپن
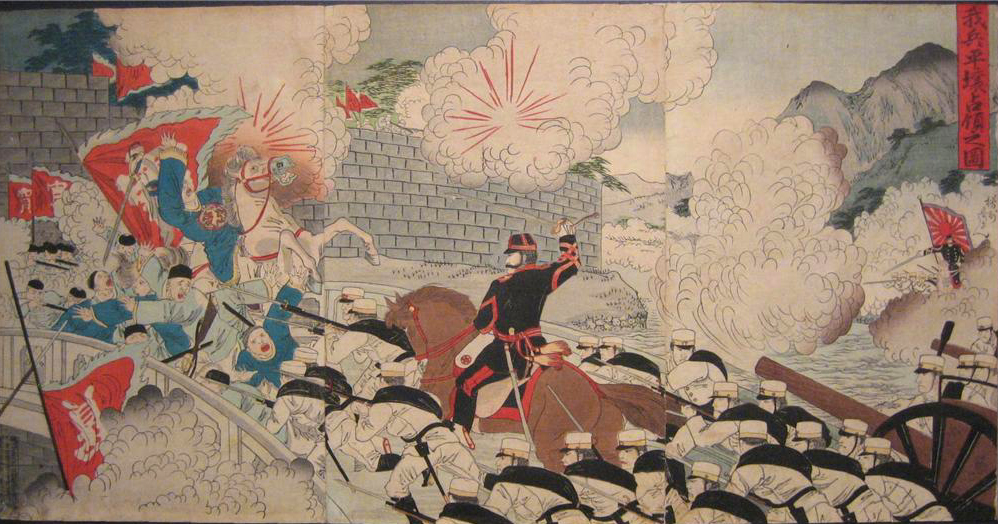
نگاره‌ای از جنگ نخست چین و ژاپن
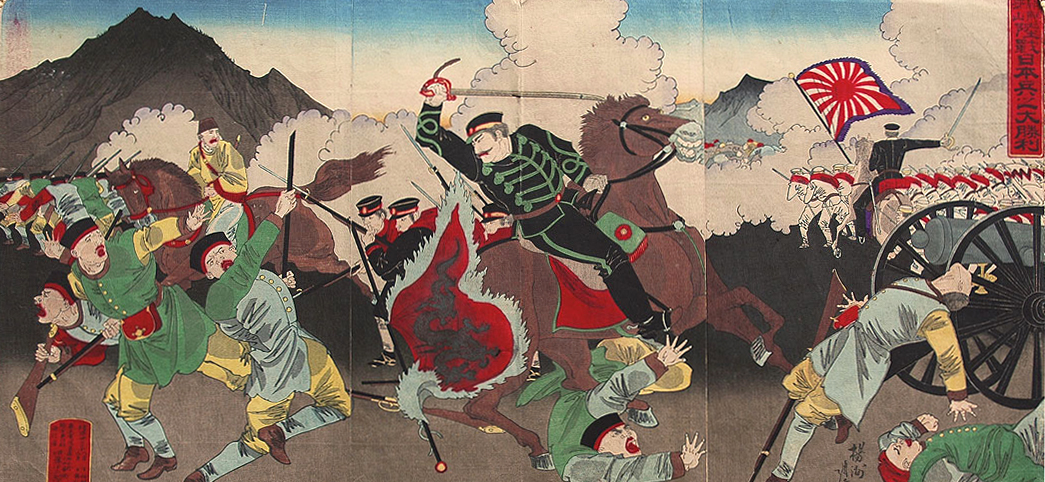
نگاره‌ای از جنگ نخست چین و ژاپن

- جنگ‌های روسیه و ژاپن:

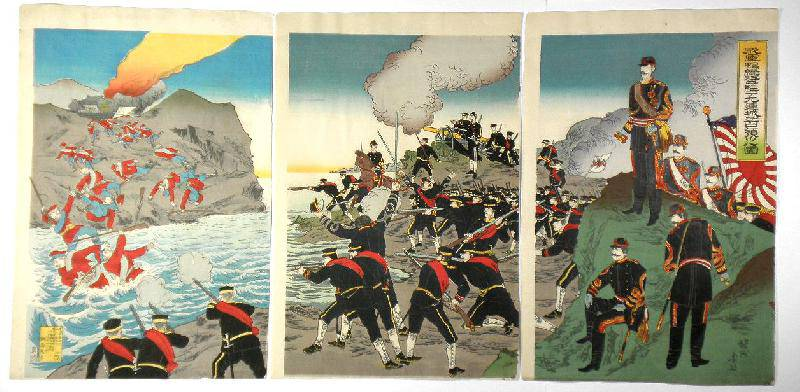
نگاره ای از جنگ روسیه و ژاپن

### جنگجونگاره‌ها(武者絵, Musha-e)

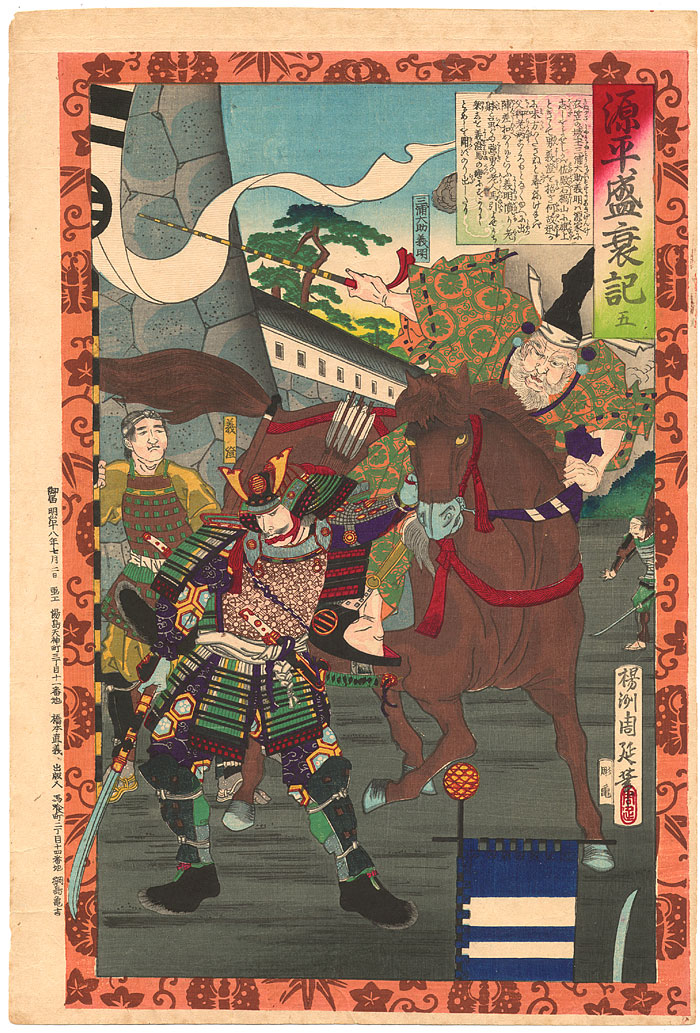
مجموعه‌ی جِمپِی سِئی سوییکی
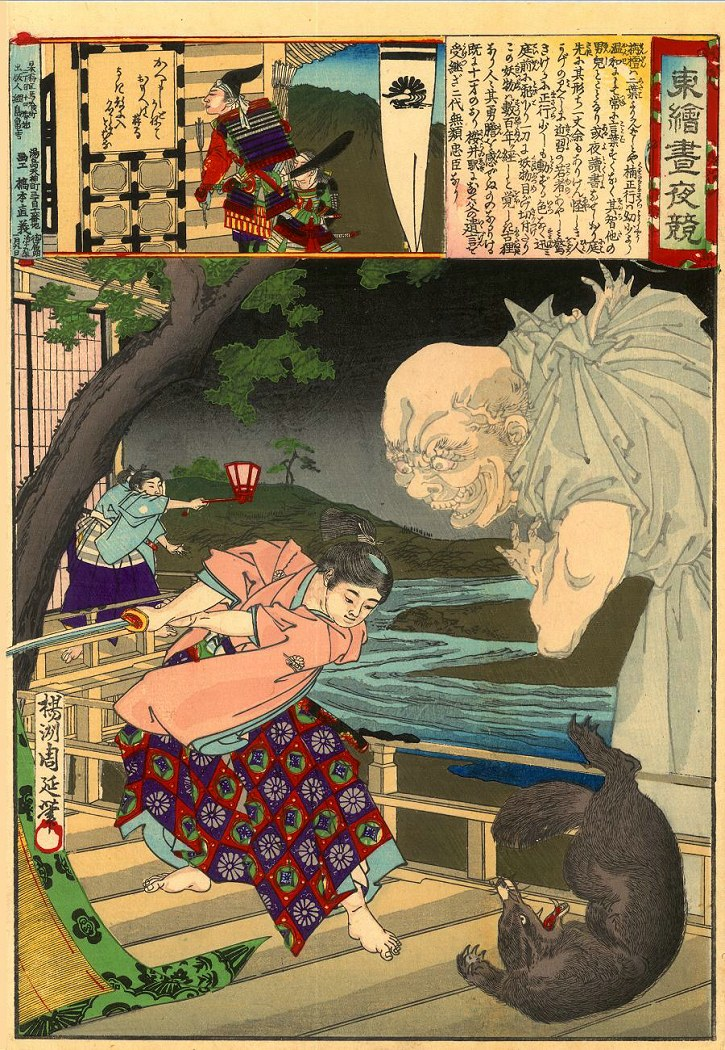
مجموعه‌ی آزوما نوشیکی چویا کورابه. کوسونوکی ماساتسورا در جنگ با اونی
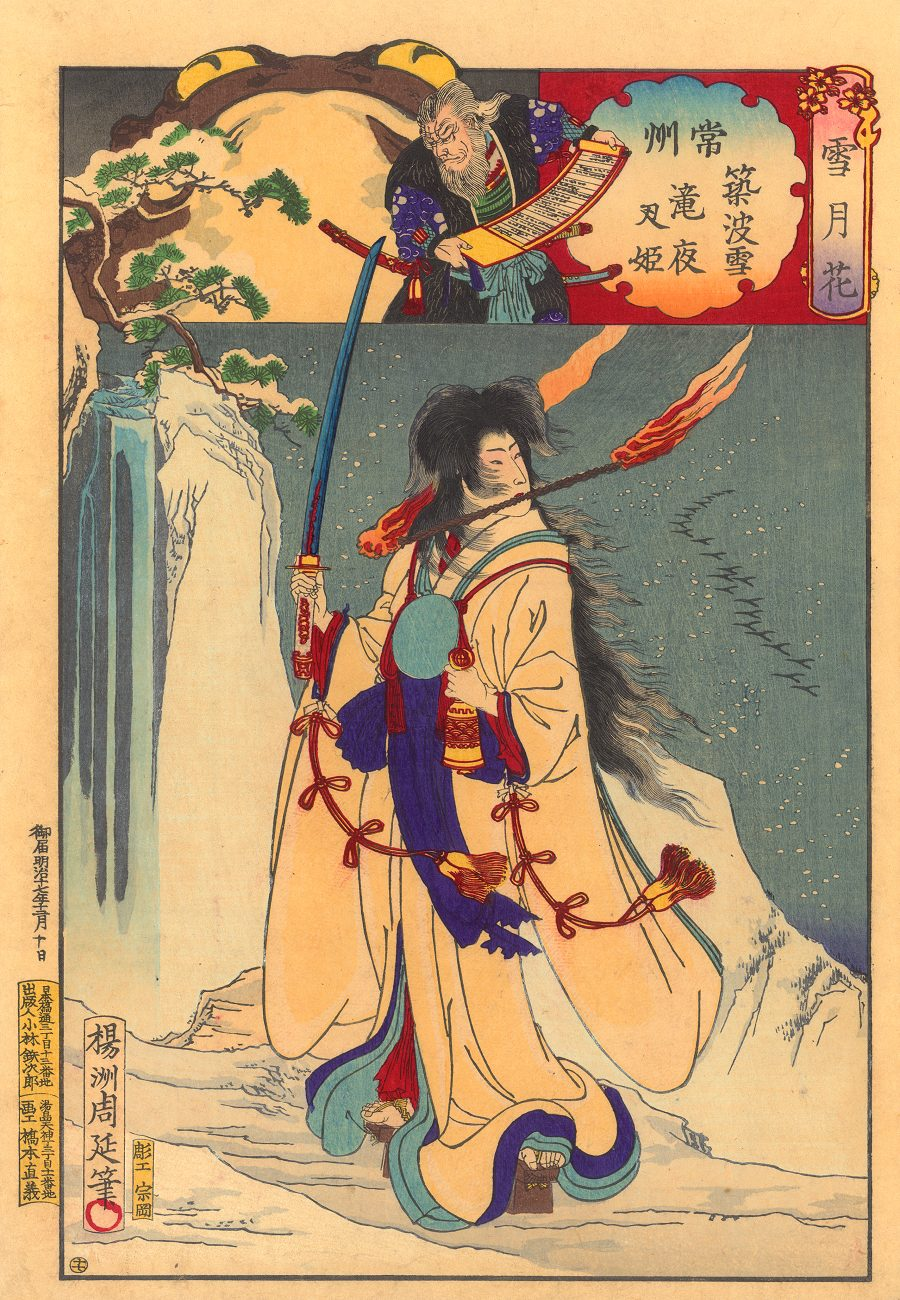
مجموعه‌ی ستسوگکّا. تاکیاشا هیمه دختر تایرانو ماساکادو

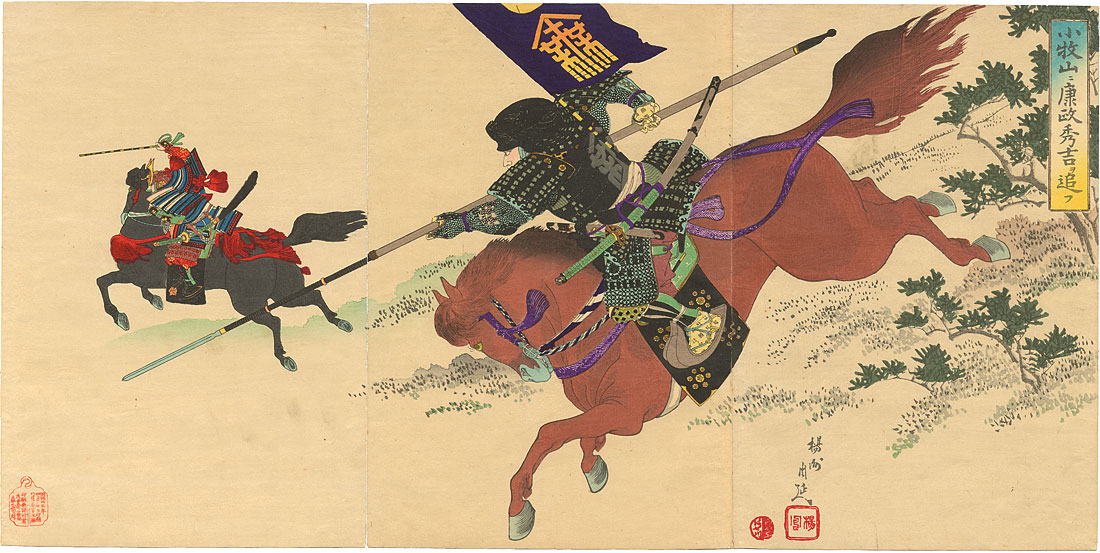
ساکاکیبارا یاسوماسا و تویوتومی هیدِیوشی
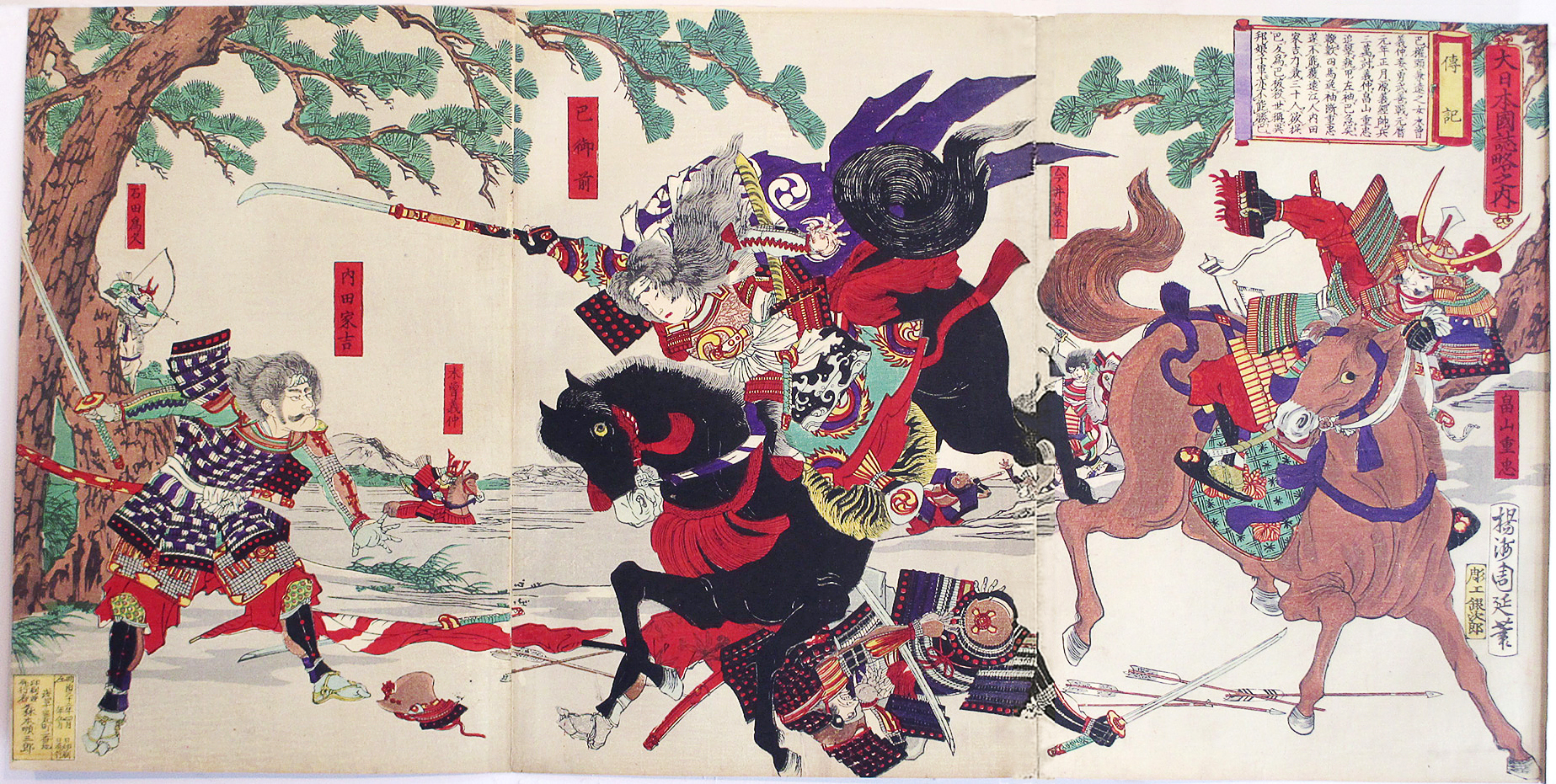
توموئه گوزن با اوچیدو لیاشی و هاتاکه‌یاما شیگه‌تادا

### نگاره‌های تاریخی(史教画, Reshiki-ga)
- تصاویری از دوران میجی:

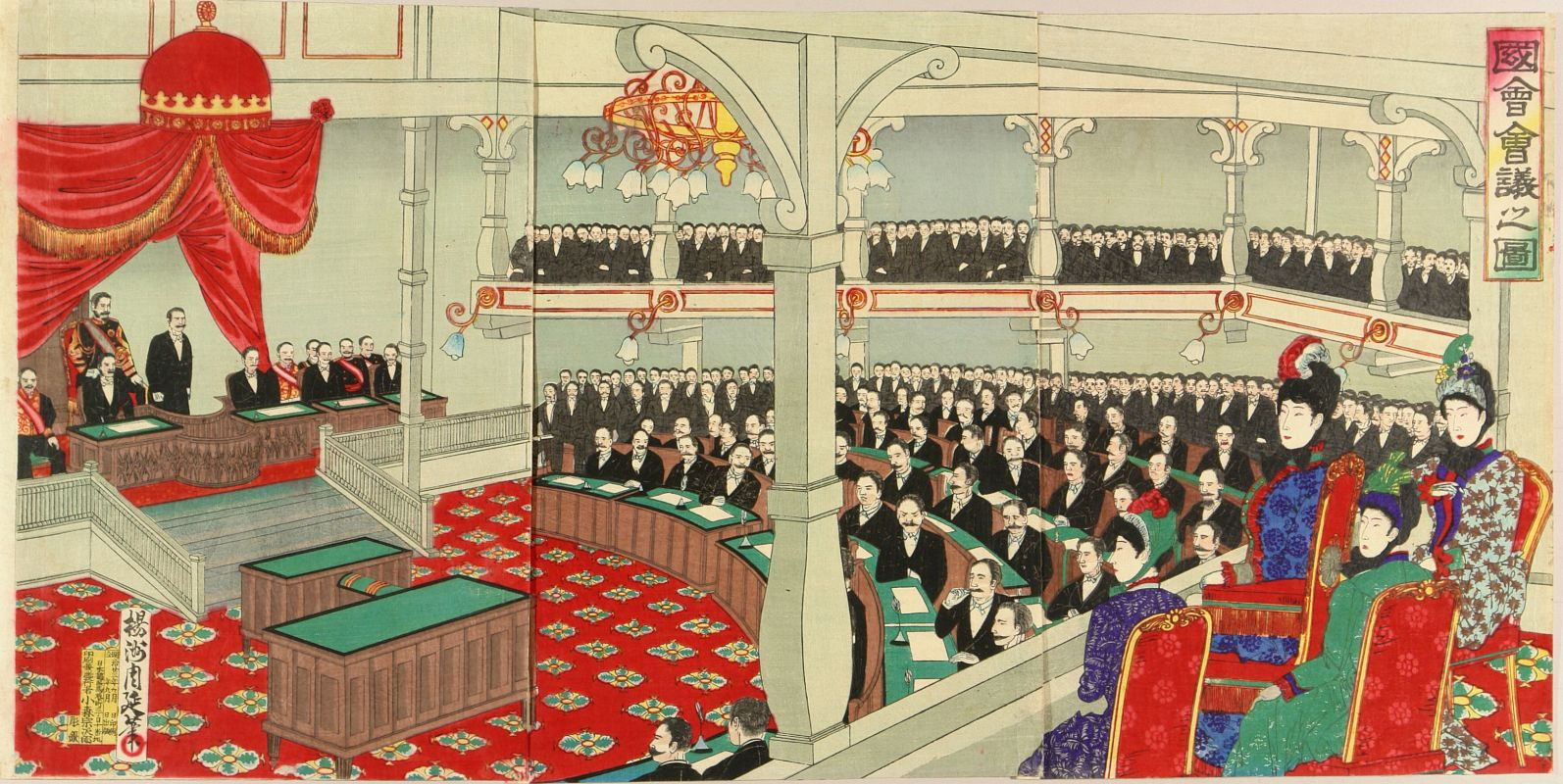
شورای ژاپن
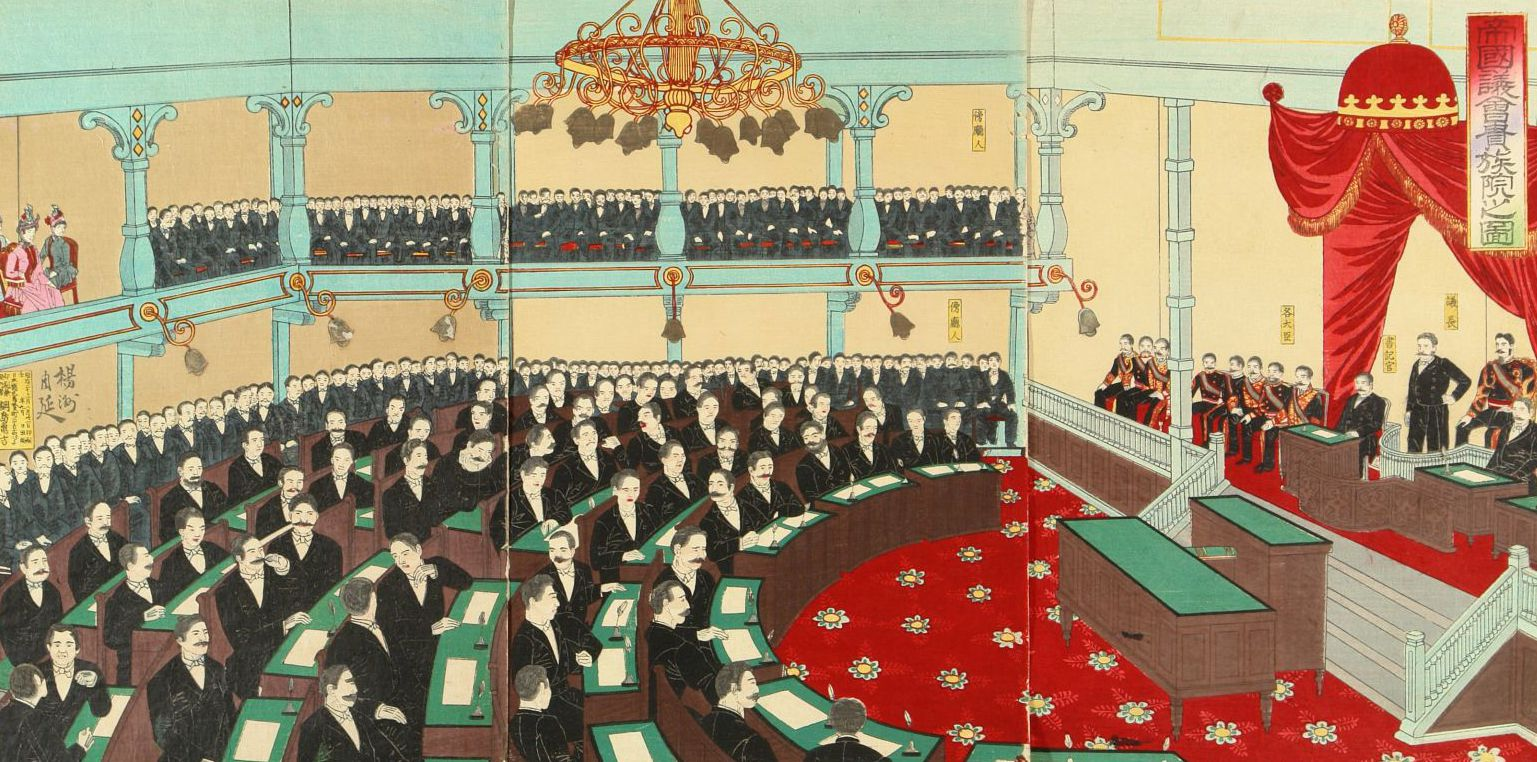
خانه‌ی همتایان
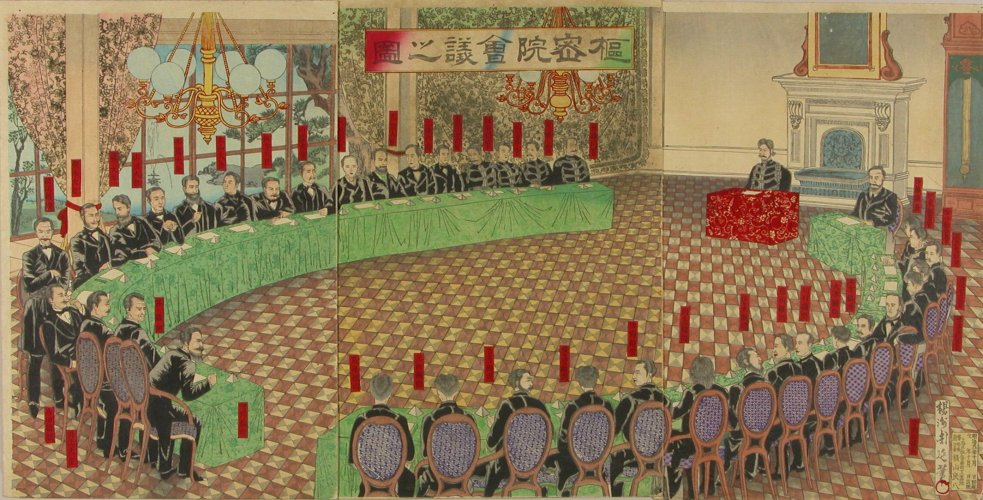
جلسه‌ی شورای خصوصی

- دوران کهن‌تر:

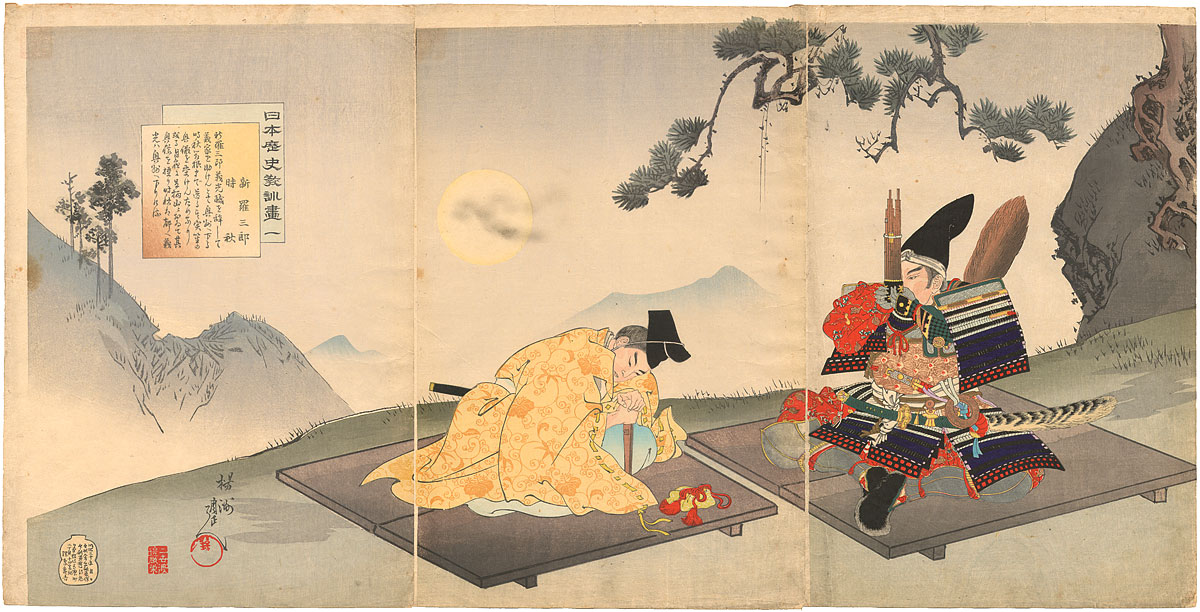
مجموعه‌ی نیهون رِکیشی کیوکون. شیراگی سابودو و توکیاکی
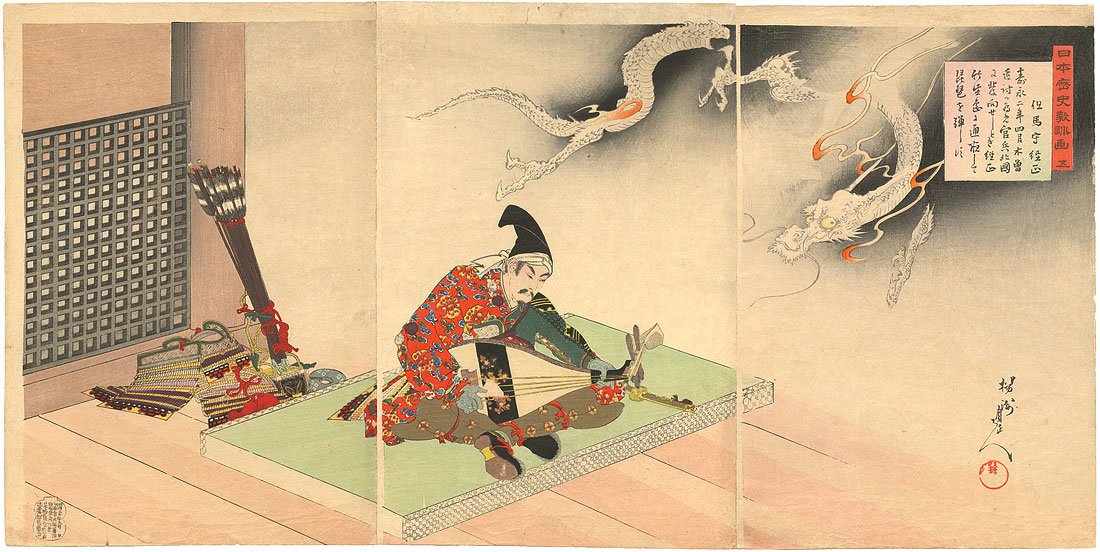
مجموعه‌ی نیهون رِکیشی کیوکون. تاجیما نوکامی نوریماسا
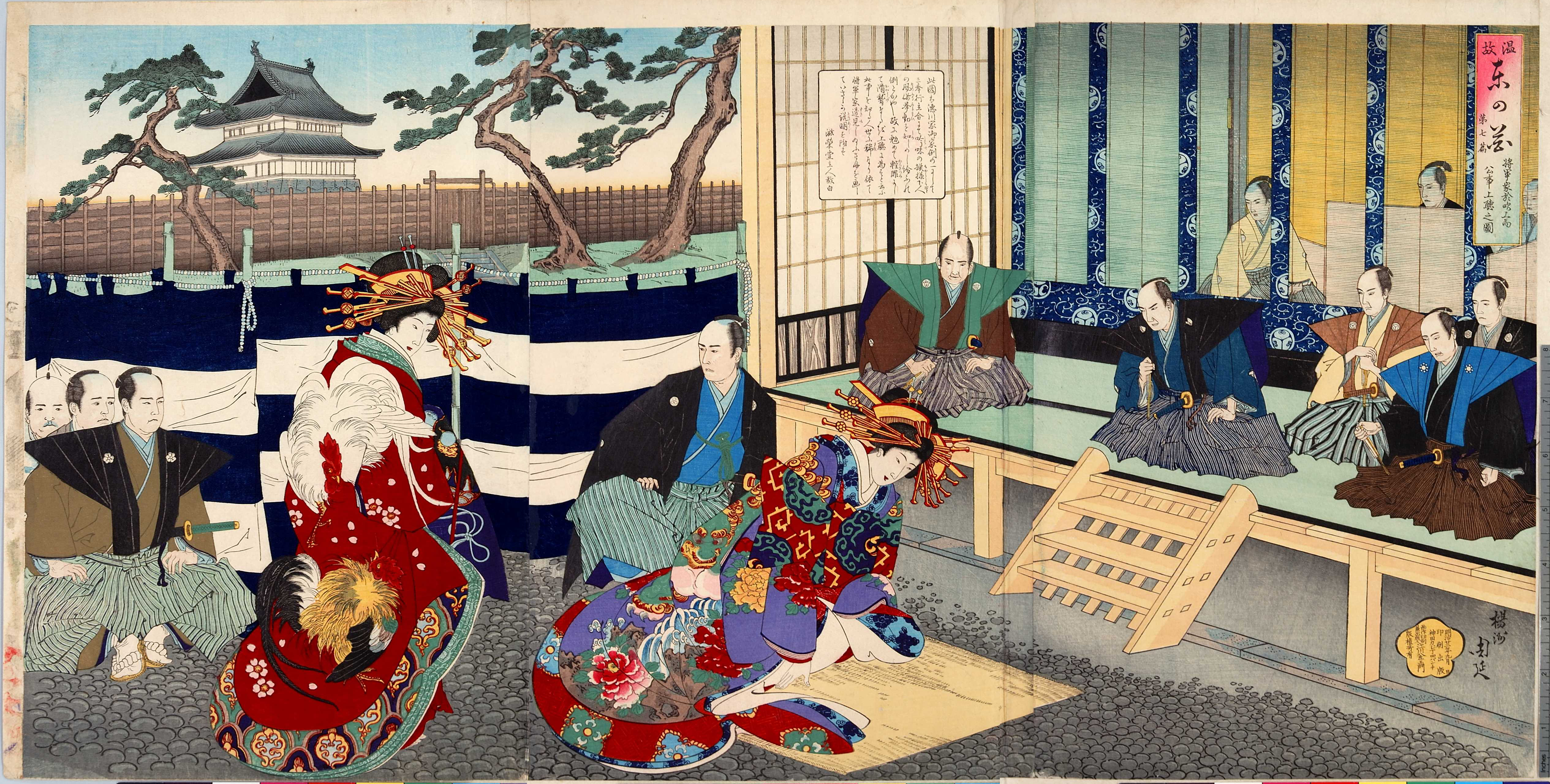
شُگون درحال شنیدن یک ادعای قضایی در فوکایگه

### متفرقه

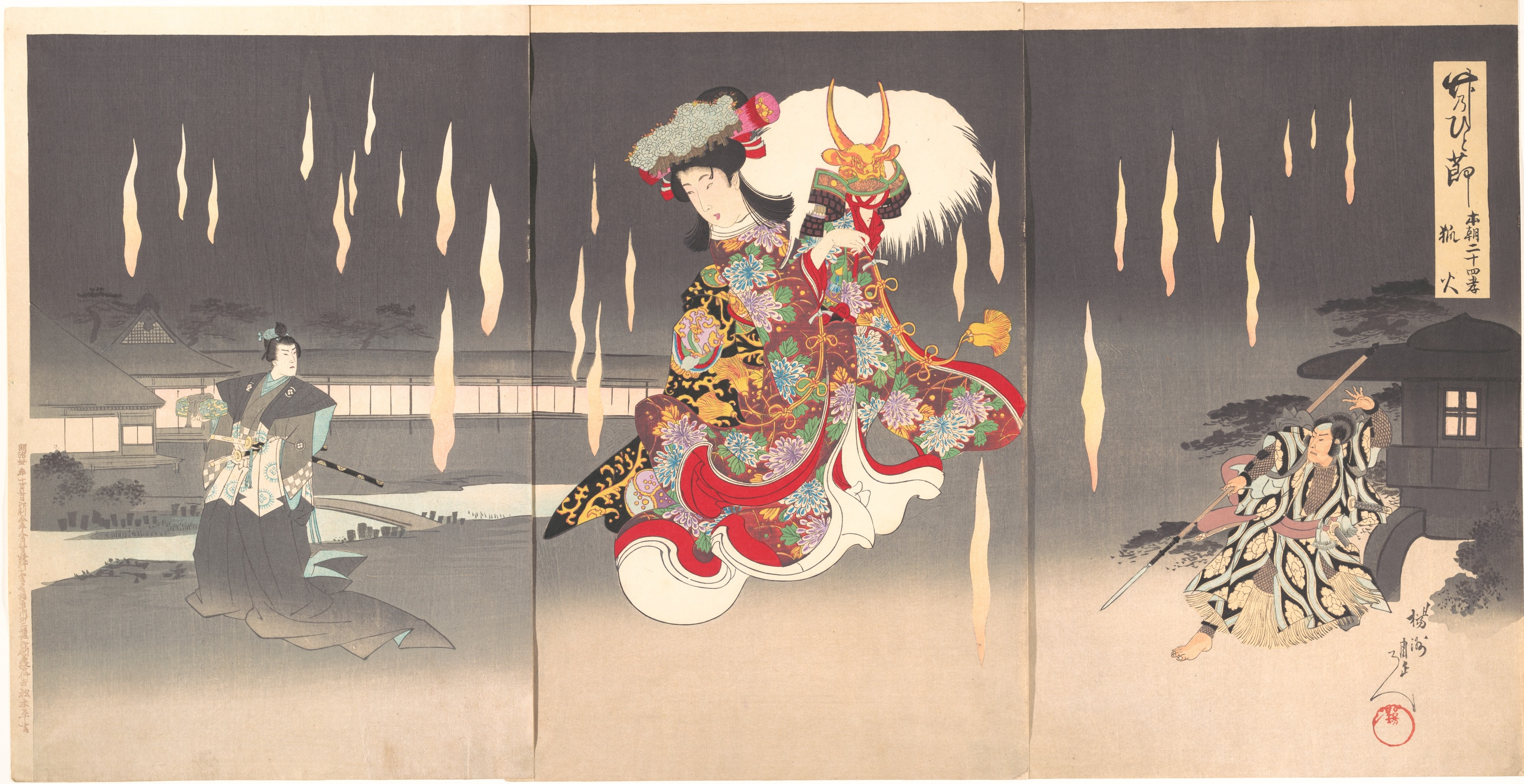
نقاشی‌ای که یااِکاگی هیمه درحال رقصیدن و حمل کلاه‌خودِ تاکدا شینگن در میان کیتسونه‌بی را می‌نمایاند.